# シネコックヒルズゴルフクラブ
シネコックヒルズゴルフクラブは米国ニューヨーク州ロングアイランドのサウサンプトンにあるリンクススタイルのゴルフクラブ。過去に全米オープンゴルフが 5 回開催された。2000年に米国国家歴史登録財に登録された。
正式に組織されたゴルフクラブとしては全米最古（1891年創立）、そのクラブハウスも全米最古（1892年建設）であると主張している。また、女性メンバーの加入も創立当初より認められており、これは全米初であるとも主張している。

## 歴史
ウィリアム・K・バンダービルト (William Kissam Vanderbilt)、エドワード・ミード (Edward Meade)、ダンカン・クライダー (Duncan Cryder) の3人が1889年から1890年にかけて南フランスのビアリッツを旅行したことがゴルフクラブ創立の発端となった。3人はビアリッツでスコットランド出身のゴルファーであるウィリー・ダン (Willie Dunn) に出会った。ダンはこのリゾート地でゴルフコースの建設を行っていた.。
米国に戻ったミードとクライダーは早速ニューヨークシティ近郊でゴルフコースを建設する場所を探し始めた。最終的に、シネコック運河の東側、ロングアイランド鉄道線路沿いの砂丘地帯が選定された。ゴルフ場建設計画に賛同するメンバー 44 人から 100 ドルずつの出資を受け、80エーカーの土地を2,500 ドルで購入した。
ロイヤルモントリオールゴルフクラブ（カナダにある北米最古のゴルフクラブ）のウィリー・デイビス設計による12ホールのコースが完成し1891年の夏に開場した。建設には土着のシネコック族インディアンも参加したという。クラブハウスはスタンフォード・ホワイトが設計し1892年に完成した。これは全米最古のクラブハウスだと言われている。1893年にはレディース専用の 9 ホールコースも完成した。
1894年にウィリー・ダンが来米し、6ホールを増設して合計18ホールとなった。同年には非公式ながら全米のトップアマチュアによる選手権大会がロードアイランド州のニューポートで行われ、ダンが優勝した。同年末、全米ゴルフ協会 (USGA) が設立されたが、シネコックヒルズも設立時の5クラブの一つとなった。全米ゴルフ協会は1895年に第1回の全米オープン大会をニューポートカントリークラブで開催した。
1896年には第2回の全米オープンがシネコックヒルズで開催された。多くのゴルファーのスコアが 80 以下だったが、これは総距離が短い（5,000 ヤードを下回っていた）ことが原因だとされ、もっと難しいコースが要望されることとなった。なお、1896年の大会には黒人プレーヤーであるジョン・シッペンも出場している。
1901年、レディースコースを廃止して本コースの距離延長が行われた。チャールズ・B・マクドナルド (Charles B. Macdonald) とセス・レイノア (Seth Raynor) が設計にあたったが、ダンの設計したホールのうち5ホールはそのまま残された。
1937年にウィリアム・フリン (William Flynn) による改修が行われ総ヤーデージが 6,740 ヤードとなった。フリンもマクドナルドとレイノアが設計したホールのうちの5つと6番ホールのグリーンを残した。2004年の全米オープンに際し、ティーを新設することで総距離を 6,996 ヤードに延長した。

### 土地所有権問題
シネコックゴルフクラブの土地の所有権が誰にあるかについて、シネコックインディアン部族政府はそこが彼らの土地であり、1859年に白人により不法に奪われたものであると主張している。
2005年、部族政府は州を相手取ってサウサンプトンの 3,500 エーカーの土地返還と数十億ドルの賠償金の支払いを求める訴訟を行った。この 3,500 エーカーの土地にはシネコックヒルズのコースも含まれていた。インディアン代表者によれば、そこは埋葬のために使用するという。
訴訟の核心は1703年にサウサンプトンと部族の間に交わされた 1,000 年間の借地契約であった。1859年に多数のシネコック部族メンバー名で当該借地契約を解消したいという請願が行われた。だが、これは白人有力投資家らの仕組んだ陰謀であり請願は虚偽のものだった。これを知った同じ部族の他のメンバーが直ちに件の請願は虚偽である旨の異議申し立てを行ったが、議会は 3,500 エーカーにおよぶ部族の土地売却を認めてしまった。